# Terchová
Terchová (en hongrois : Terhely) est une commune de la région de Žilina, en Slovaquie.

## Géographie
Terchová se trouve dans la chaine de montagne des Petites Fatra au nord de la Slovaquie.

## Galerie

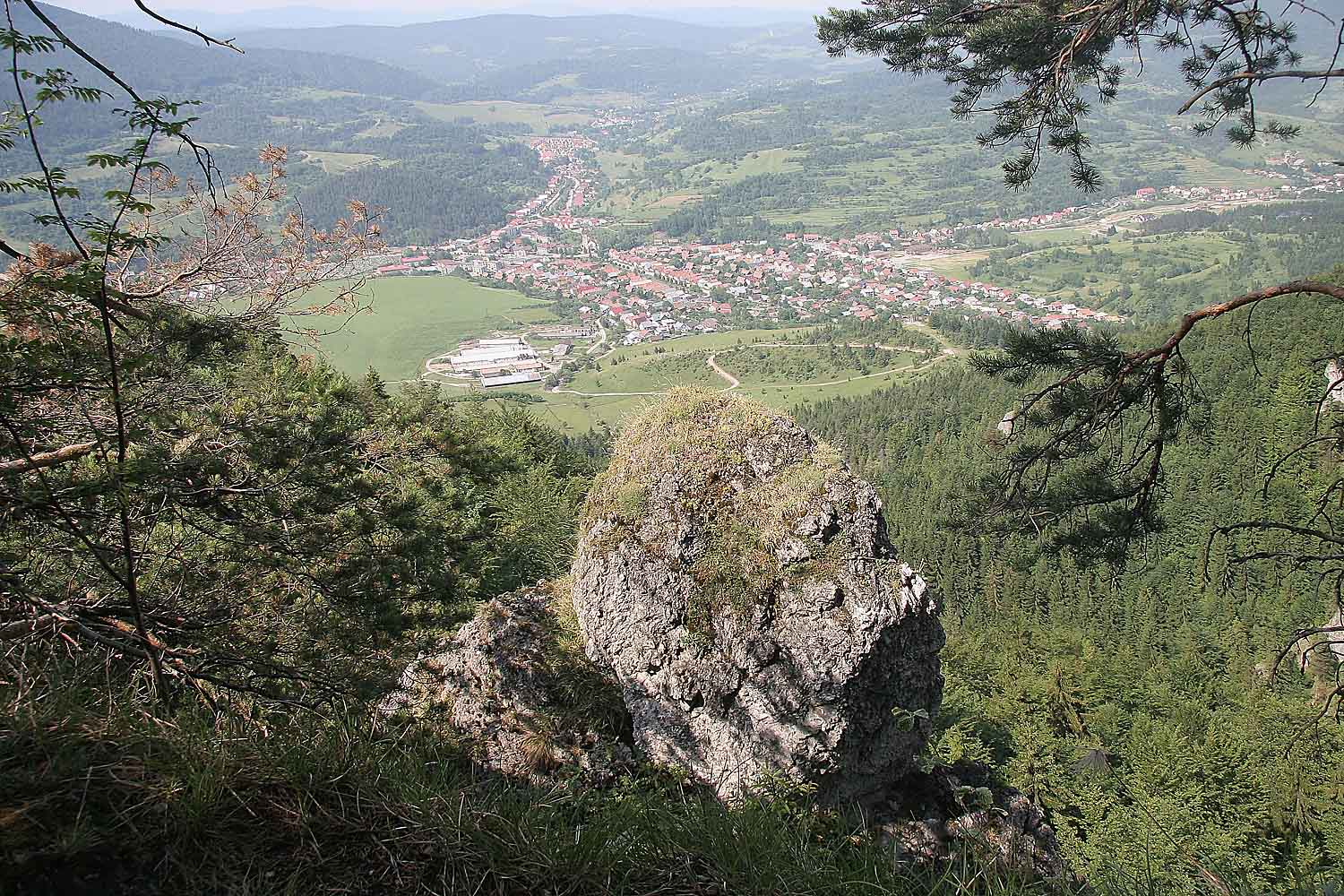
Terchová vue depuis Obšivanka.
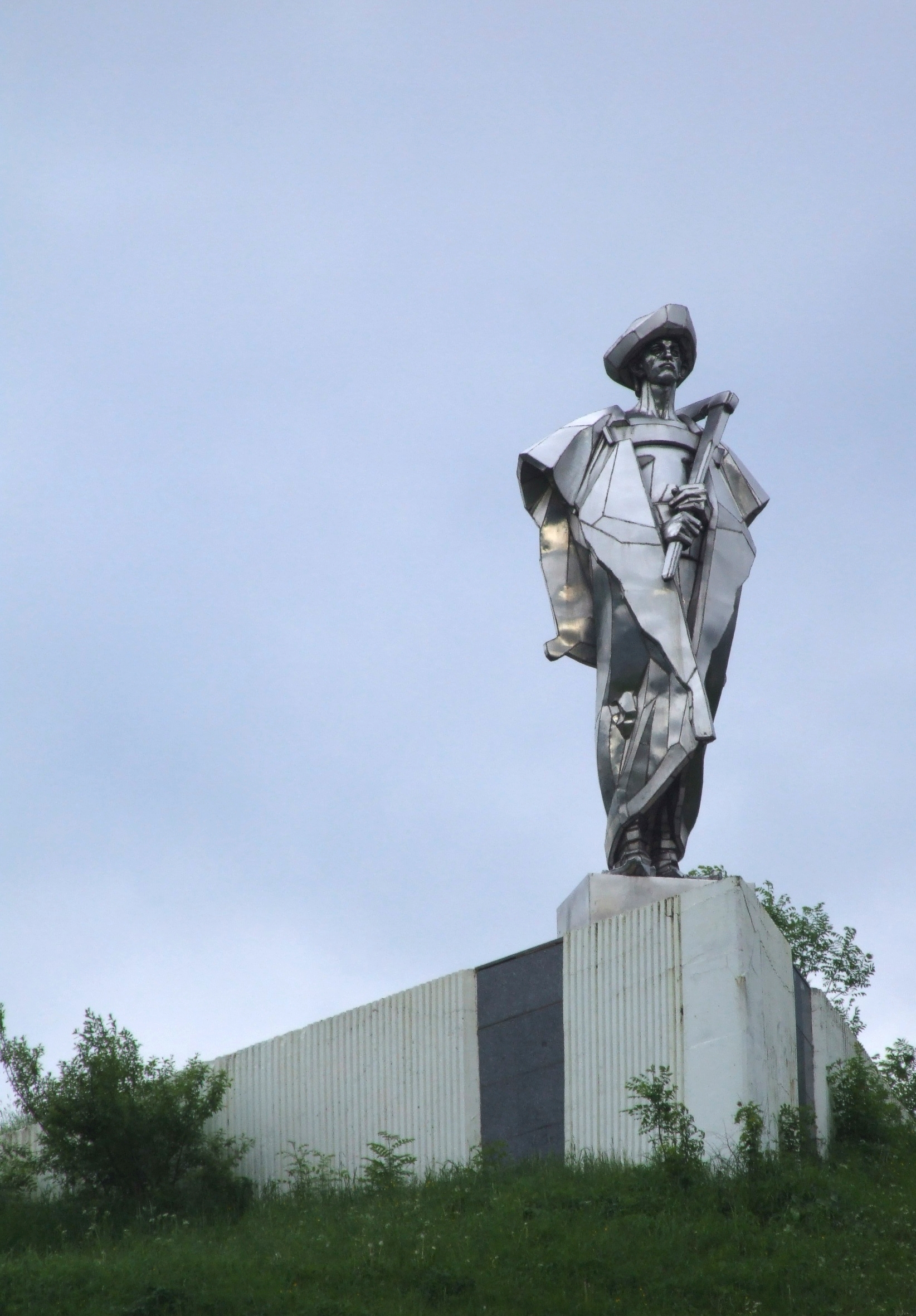
La statue de Juraj Jánošík.

## Histoire
La première mention de Terchová dans les archives historiques date de 1598. On retrouve le nom du village sous deux formes hongroises Tyerhova et Terhely avant 1918.

## Démographie

### Évolution de la population
| Année:               | 1994. | 2004.   | 2014.   | 2024.   |
| -------------------- | ----- | ------- | ------- | ------- |
| Nombre de personnes: | 4056  | 4073    | 4038    | 3939    |
| Différence:          |       | +0,41 % | -0,85 % | -2,45 % |

| Année:               | 2023. | 2024.   |
| -------------------- | ----- | ------- |
| Nombre de personnes: | 3955  | 3939    |
| Différence:          |       | -0,40 % |

## Géographie

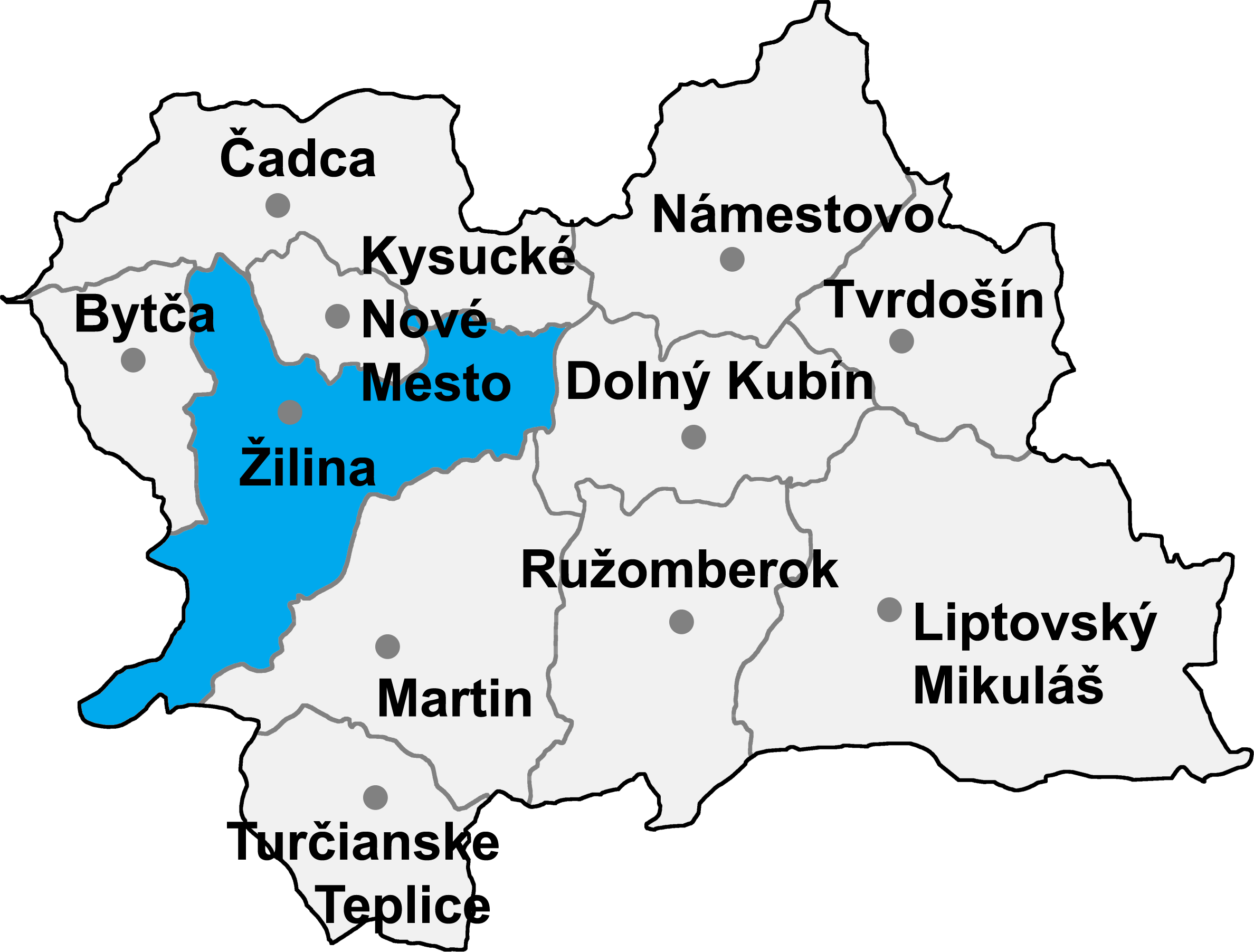
Localisation du District de Žilina dans la région de Žilina

La municipalité s'élève  à une altitude de 514 mètres et couvre une superficie de 84.542 km². Elle a une population d'environ 4073 habitants.

## Personnalité
- Juraj Jánošík, « Robin des Bois » slovaque y est né.
- Adam František Kollár, historien, ethnologue